# ワクワクサワー
『みんなあつまれ！ワクワクサワー』は、VOICE CUEをキー局として、全国のコミュニティ放送局で放送されているラジオ番組。
2005年4月に放送を開始し、2024年で放送1000回を迎える。

## 概要と変遷
2005年4月に『金田爽のこちらアイドル情報局ワクワクサワー』（かねださわのこちらアイドルじょうほうきょくワクワクサワー）として放送開始。パーソナリティは女優・歌手の金田爽。当時は完全なるバラエティ番組として放送された。
2006年4月に番組名を「金田爽のワクワクサワー」に改題。その際に番組内容を大きく転換し、情報番組要素が強くなった。2021年1月24日放送週でのプロデューサーの述懐によると、一部放送局から「お叱り」を受けたことから、番組継続を模索した結果、行きついたという。
放送開始から13年が経過した2018年3月に金田が番組を卒業、4月2日よりアイドルグループ仮面女子のメンバーである雪乃しほりがパーソナリティに就任。番組名を『仮面女子 雪乃しほりのワクワクサワー』に改める。
2019年4月より番組色を「情報バラエティ」へと転換。これは番組プロデューサーの伊藤隆太が「情報番組のままではサブパーソナリティのキャラクターが開花せず、それはもったいない」と判断したことによる。
2020年10月、雪乃しほりが2021年1月いっぱいでの仮面女子からの卒業、ならびにアリスプロジェクトからの退所を公表。番組サイドでは以降のメインパーソナリティについては幅広く選考するとした。2021年1月7日、首都圏に対する緊急事態宣言が発令され、期間中は仮面女子の活動も休止となった。1月30日に卒業を控えてはいるが、雪乃自身の意向と事務所の協議を踏まえ、一旦現メンバーでの放送を継続、3月29日放送週で最終回を迎えた。
2021年4月5日よりラジオドラマにも出演した星宏美（元めろん畑a go go）がパーソナリティに就任し、『みんなあつまれ!ワクワクサワー』として放送を開始。このことは同年3月15日放送週で星によるボイスレターにより紹介された。第3シリーズを冠番組にしなかったことについて、伊藤は「もしビッグネームに番組が渡ると、過去の出演者が遊びに来にくくなる。16年間に出演した人には遠慮せず気軽に番組に来てほしい。」という思いがあることと、星がこの思いをくみ取ったうえで理解を得たことから判断したと述べている。
2024年6月2日、道の駅伊豆ゲートウェイ函南で開催されたVOICE CUE開局27周年記念イベント「ラジオと一緒に! 防災チェック」の中で、同所内のサテライトスタジオから公開生放送を実施した。
番組収録の模様は、番組の制作および配給を手がける「SMASH ENTERTAINMENT」のサイトから確認できる。また、リスナーからのリクエスト・メッセージは、収録番組で放送までにタイムラグがあること、また出演者が収録間際まで確定しないなどの理由から、受け付けていない。

## パーソナリティ
- 2005年10月 - 2018年3月　『金田爽の（こちらアイドル情報局）ワクワクサワー』
  - メインパーソナリティ：金田爽
  - サブパーソナリティ：1期 八代みなせ・小田あさ美・高久ゆりか・樹京 他／1.5期 畑谷明日香／2期 上村愛（お笑い芸人）／3期 鮎川穂乃香／4期 吉原麻貴／5期 芹澤里香・吉河遥香
- 2018年4月 - 2021年3月　『仮面女子 雪乃しほりのワクワクサワー』
  - メインパーソナリティ：雪乃しほり（仮面女子スチームガールズ）
  - サブパーソナリティ：6期 海月咲希、野咲わか、橋本友梨英[注釈 3]、大鈴はるみ[注釈 4]、宮瀬みあ、星流さりあ【仮面女子昇格に伴い卒業】／6.5期 桑名利瑠[注釈 5]、橋本友梨英[注釈 3]、水野ふえ[注釈 6]【仮面女子昇格に伴い卒業】、山宮れな[注釈 7]／7期 瀬名深月[注釈 8]【仮面女子昇格に伴い卒業】、綾瀬乙葉[注釈 9]、乙木伽奈（仮面女子候補生、この中から2～3人が週交代）
  - 海月・野咲は2018年9月3日放送週で、桑名・橋本・水野は2018年11月26日放送週で、大鈴は2019年4月8日放送週で、宮瀬は2019年11月11日放送週、星流・瀬名は2020年3月30日放送週で出演終了。なお、星流・瀬名はラジオドラマに出演したため、実質ラジオドラマパートで8月23日まで出演。2020年10月以降も番組内で放送されている「ワクワクサワー探検隊2020」についてはそのまま使われている。
  - 6期 鳥越ゆいな、吉野まり【事務所退所のため、鳥越は2019年3月3日放送週で、吉野は2019年7月22日放送週で出演終了】
  - 7期 山上和香葉[注釈 10]【事務所退所のため、2020年12月28日放送週で出演終了】
- 2021年4月 - 『みんなあつまれ!ワクワクサワー』
  - メインパーソナリティ：星宏美（元めろん畑a go go）
  - サブパーソナリティ：8期 真田美璃（エラバレシ）、RURIKA（PrettyAsh）、瀬戸山さくら（バクステ外神田一丁目）【それぞれグループ卒業のため、2022年11月21日放送週で出演終了】 ／ 6.5.9期 水野ふえ[注釈 11] ／ 6.5.10期生 山宮れな[注釈 12]、7.10期生 川瀬若菜[注釈 13]、8.10期生 真田美璃（愛乙女☆DOLL（チームL））[注釈 14] ／ 10期生 藤田光璃[注釈 15]

## テーマソング
- 仮面女子 雪乃しほりのワクワクサワー
  - OP：元気種☆→（2019年9月30日から）先陣☆CUTTER
  - ED：仮面大陸〜ペルソニア〜→（2020年10月から）I Feel For You／Chaka Khan→（2020年11月）LOVE IN THE FIRST DEGREE／BANANARAMA

- みんなあつまれ！ワクワクサワー
  - OP：元気種☆→（2019年9月30日から）先陣☆CUTTER
  - ED：Blue Sky Blue／バクステ外神田一丁目→（2021年4月26日から）Believers／PrettyAsh→（2021年7月12日から）My Independence／バクステ外神田一丁目→（2022年1月3日から）Ambitious／エラバレシ→（2022年5月2日から）おしえてMoonlight／バクステ外神田一丁目→（2022年7月18日から）恋は毒だ／PrettyAsh→（2022年9月12日から）→Bright Blue／浅田るりか（不明）→ マテリアル・ガール／マドンナ→冬のうた／kiroro（2023年12月4日から）→？→のびしろ／Creepy Nuts

## ネット局
- 放送時間はJST、2025年3月現在。放送の早い順。
- コミュニティ放送局の特性上、イベント中継や地震・台風・選挙などの報道番組が組み込まれた場合はネット返上される例があるので各局の公式サイトを参照されたい。
- 無印はサイマルラジオ（インターネットラジオ）を実施していない局
- □印＝レディモ実施局
- ■印＝TurnIn Radio実施局
- ○印＝ListenRadio実施局
- ◆印＝JCBAサイマルラジオ実施局
- ∇印＝FM++実施局

| 放送地域                   | サイマル | 放送局（愛称）                                          | 放送時間                                    | 備考 |
| -------------------------- | -------- | ------------------------------------------------------- | ------------------------------------------- | --- |
| 群馬県桐生市               | ∇        | FM桐生                                                  | （月）9:00-10:00                            | |
| 兵庫県豊岡市               | 〇       | エフエムたじま（FM-JUNGLE）                             | （月）14:00 - 15:00                         | |
| 静岡県 伊豆市              | □◆       | FM IS （FM IS みらいずステーション）                    | （月）19:55 - 20:55                         | （過去の放送日） 2020年10月より（火）19:55 - 20:55                                                                              |
| 宮城県塩竈市               | 〇       | エフエムベイエリア （BAY WAVE）                         | （火）14:00 - 15:00                         | |
| 宮城県 気仙沼市            | 〇■      | ラヂオ気仙沼 （ぎょっとエフエム）                       | （火）15:00 - 16:00                         | |
| 兵庫県三木市               | ■◆       | エフエム三木 （エフエムみっきぃ）                       | （火）0:00-1:00                             | （過去の放送日） （火）1:00-2:00                                                                                                |
| 秋田県秋田市               |          | 秋田コミュニティー放送                                  | （水）17:00〜18:00                          | （過去の放送日） 2024年9月までは（木）8:00〜9:00                                                                                |
| 北海道岩見沢市             |          | コミュニティエフエムはまなす （FMはまなすジャパン）     | （水）20:00〜21:00                          | 2019年7月24日よりネット開始 |
| 埼玉県さいたま市（浦和区） | 〇       | CityFMさいたま （REDS WAVE）                            | （水）22:00〜23:00 （木）11:00〜11:55《再》 | （過去の放送日） 2019年10月2日より。 再放送は2020年4月から。→（水）21:00〜21:55                                                 |
| 岐阜県高山市               | ◆        | 飛騨高山テレ・エフエム （Hits FM）                      | （水）23:00〜24:00                          | （過去の放送日） 長らく日曜22時台で放送されてきたが、2019年に枠移動→（木）22:00〜23:00                                          |
| 群馬県伊勢崎市             |          | いせさきFM                                              | （木）11:00 - 12:00                         | （過去の放送日） （火）13:00〜14:00 2023年4月から（火）11:00～12:00 2024年9月まで（火）13:00 - 14:00                            |
| 福島県会津若松市           | ◆        | エフエム会津（FM愛'S）                                  | （木）16:00〜17:00                          | （水）9:00〜10:00→（水）14:00〜15:00                                                                                            |
| 宮城県大崎市               | ▽        | おおさきエフエム放送 （OCR FM）                         | （金）11:00〜12:00                          | （過去の放送日） （火）11:00 - 12:00。のちに放送機材の入替にともない放送休止中                                                  |
| 北海道富良野市             |          | ラジオふらの                                            | （第2・4金）11:00〜12:00                    | （過去の放送日） （第2〜5金）11:00〜12:00                                                                                       |
| 長野県松本市               | ∇        | エフエムまつもと                                        | （金）19:00〜20:00 （日）21:00〜22:00《再》 | |
| 静岡県沼津市               | ◆        | エフエムぬまづ （COAST-FM）                             | （金）20:00〜21:00                          | （過去の放送日） 長らく月曜19:00から放送されていたが、2021年4月に（金）15:00〜16:00へ枠移動。                                   |
| 静岡県御殿場市             | ■◆       | エフエム御殿場 （富士山GOGOエフエム）                   | （土）18:00〜19:00                          | |
| 福井県鯖江市               |          | たんなん夢レディオ （たんなんFM）                       | （土）19:00〜20:00                          | （過去の放送日） 2020年11月7日から。                                                                                            |
| 茨城県つくば市             |          | つくばコミュニティ放送 （ラヂオつくば）                 | （土）20:00〜21:00                          | |
| 埼玉県三芳町               | ◆■       | 発するFM                                                | （土）21:00〜22:00                          | 2019年4月6日からネット開始 |
| 栃木県下野市               | ∇        | FMゆうがお                                              | （土）22:00〜23:00                          | |
| 千葉県市原市               |          | 市原FM放送 （Cosmic Wave・いちはらFM）                  | （日）8:00〜9:00                            | |
| 静岡県三島市               | □◆       | エフエムみしま・かんなみ （VOICE-CUE）                  | （日）11:00〜12:00                          | |
| 沖縄県石垣市               | 〇       | 石垣コミュニティーエフエム （FMいしがきサンサンラジオ） | （日）15:00〜16:00                          | 2020年11月の番組改編で、日曜19時枠から枠移動。 2024年9月までは日曜16:00〜17:00に放送していた。 以後、（日）17:00〜18:00に移動。 |
| 福島県喜多方市             | ■◆       | 喜多方シティエフエム （FMきたかた）                     | （日）18:00〜19:00                          | （日）22:00 - 23:00から移動 |
| 群馬県玉村町               | ■◆       | エフエム玉村 （ラヂオななみ）                           | （日）19:00-20:00                           | |
| 北海道根室市               | 〇       | ねむろ市民ラジオ （FMねむろ）                           | （日）22:00〜23:00                          | （過去の放送日） （日）19:00〜20:00                                                                                             |

### 放送終了
| 放送地域           | 放送局（愛称）                            | 末期の放送時間                              | 放送期間              | 後番組                                                                                                  |
| ------------------ | ----------------------------------------- | ------------------------------------------- | --------------------- | --- |
| 北海道室蘭市       | 室蘭まちづくり放送 （FMびゅー）           | （土）16:00〜17:00                          | 不明 - 2018年9月      | ステドラ! 〜STATION DRIVE SATURDAY （NORTH WAVE）                                                       |
| 北海道伊達市       | Wi-radio                                  | （土）16:00〜17:00                          | 不明 - 2018年9月      | ステドラ! 〜STATION DRIVE SATURDAY （NORTH WAVE）                                                       |
| 茨城県日立市       | ひたちエフエム（FMひたち）                | （水）19:00〜20:00                          | 不明 - 2019年1月      | 歌謡曲バンザイⅡ （自社制作）                                                                            |
| 岩手県大船渡市     | FMねまらいん                              | （水）10:00〜11:00                          | 不明 - 2019年3月      | リメンバー・ミュージック （MUSIC BIRD for COMMUNITY）                                                   |
| 岡山県津山市       | エフエム津山 （MegaWAVE76.3）             | （火）17:00〜18:00 （土）10:00〜11:00《再》 | 不明 - 2020年10月31日 | （閉局に伴い無し）                                                                                      |
| 富山県富山市       | 富山シティエフエム                        | （土）19:00〜20:00                          | 不明 - 2020年12月26日 | 19:00 "SWAN DIVE" A GO GO 19:30 青春の詩                                                                |
| 鳥取県米子市       | DARAZコミュニティ放送（DARAZ FM）         | （月）0:00〜1:00                            | 不明                  | 2021年4月5日（4日深夜）より。                                                                           |
| 静岡県熱海市       | エフエム熱海湯河原（Ciao!）               | 不明                                        | 不明                  | 不明 |
| 静岡県伊東市       | エフエム伊東 （なぎさステーション）       | （水）19:00〜20:00 （日）18:00〜19:00《再》 |                       | 2019年3月27日までは水曜13:00〜14:00で放送していたが、『Four SEASONS』の開始で枠移動。2019年4月3日より。 |
| 埼玉県上尾市       | あげお・いなエフエム （あいラジ）         | （日）19:00〜20:00                          |                       | |
| 鹿児島県薩摩川内市 | FMさつませんだい                          | （木）4:00〜5:00                            |                       | |
| 青森県田舎館村     | エフエムジャイゴウェーブ（FM JAIGO WAVE） | （土）21:00〜22:00                          |                       | （過去の放送日） （日）26:00〜27:00※日曜深夜 2025年3月28日閉局。                                        |

## 番組コーナー

### 2025年 -
宏美のひとりごと
- 星宏美が1人で語るフリートークコーナー。

特集
- ジャンル問わず、自由にテーマを決め、担当パーソナリティがプレゼンする。

質問くじ
- 様々な質問が記されたカードを1枚ずつ引き、それに順番に答えていく。

今聴きたいNEO
- 季節に合わせた音楽などをノンストップで放送する。

色系より食い系
- 様々な飲食物を紹介しながら試飲・試食する。

ちょっとニュース
- 「大ニュースにはならないけれど、知って得かも．．．」というニュースを取り上げる。

ゲストトーク
- ゲストを招き、話を聞く。

### 2021年4月 -?
宏美のひとりごと
- 星宏美が1人で語るフリートークコーナー。

インスピレーションNEW!
特集
ちょいトピ
アイドル的私の一週間リターンズ
- サブパーソナリティメンバーのある一週間を赤裸々に語る。

天使と悪魔〜危ない心理テスト
- 2021年10月7日最終回。

今聴きたいNEO
オーパーツの世界
- RURIKAの進行で、オーパーツについて紹介していくコーナー。SE担当は真田美璃。2021年5月17日開始、2022年6月6日で最終回。

質問くじのコーナー
- 2021年8月2日から開始。スタッフが用意した質問について、順番に回答していくコーナー。一つだけシチュエーションというくじが入っており、現在は自分で考えてシチュエーションのセリフを言う。

天使と悪魔!俺を知る自分の探しの旅編
- 2021年10月11日から2022年7月11日まで。

天使と悪魔　お・と・なの心理テスト編
- 2022年9月19日から。

平成まとめてアレアレクイズ!
- 2022年8月1日から。平成のうち1年について、10問ずつ早押しでクイズに答えるコーナー。5回優勝すると番組からプレゼントがもらえる。

### 2020年10月 - 2021年3月
Shihori’s time
- 「しほりのひとりごと」を改題したフリートークパート。

インスピレーション!
インスピレーション! NEW
天使と悪魔〜危ない心理テスト
それって微妙じゃないですか?
ご昭和下さい
- 2020年10月19日放送週に行った特別企画「おうちでハロウィン パーティしようぜ スペシャル」内でのパイロット版をそのままレギュラー化。よく似た名前の番組として山口放送の『大人のラジオバラエティ ご昭和ください』があるが、関連はない[注釈 24]。

### 2019年4月 - 2020年9月
ワクワクサワー学園へようこそ
- 雪乃しほりが教師に扮し、生徒役の候補生メンバーに対してレクチャーしていく。

質問クジ
- スタッフから用意された質問を順番に回答していく。

特集
- 週替わりで候補生メンバーがリサーチしてきた世の中の事象などを紹介する。

アイドル的!わたしの一週間 リターンズ
- 金田時代のリメイクコーナー。候補生メンバーのある一週間を赤裸々に語る。

MUSIC TRIP
- ある年代、ないしはあるテーマに沿って懐かしい曲を3曲放送する。

洋楽のすゝめ
- 1アーティスト、または、1アルバムをセレクトしてその中から3曲を放送する。

いま聴きたい!neo
- 番組でオンエアする曲とは別に、テーマを定めて3曲を選曲し、メドレー形式で放送する。

天使と悪魔〜危ない心理テスト
- 2020年6月29日放送週から。

インスピレーション!
しほりのひとりごと
- 雪乃の身の上話やリスナーからのメールをもとに、時には候補生を巻き込んで話を広げるフリートークパート。

スペシャル企画「ワクワクサワー探検隊　復活篇」
- 番組トータル777回、雪乃時代100回を記念して、金田時代の企画を復活させたもの。2020年2月24日放送週の「ワクワクサワー100回放送記念! サンキューベリーマッチョになろうぜ! スペシャル!」にて放送された。
- 2020年4月8日、新型コロナウイルス感染拡大に伴い、緊急事態宣言が発令された。それに伴う移動制限により、2020年4月27日放送週分より「しほりのひとりごと」はリモート収録、そのほかのパートは過去の放送からの傑作選で構成された。2020年6月15日放送週より、東京都の移動制限の緩和に伴い、通常通りの収録を開始している[9]。

### 2019年3月まで
テーマトーク
- テーマを決めてリスナーからメールを募り紹介していく

### オリジナルラジオドラマ企画
番組の記念回の企画としてラジオドラマを制作。金田時代にはそれをブラッシュアップして舞台化したものもある。

#### ほんとうの空・青い空
2020年8月17日放送週。雪乃しほりに交替後100回を記念したラジオドラマ。オリジナルラジオドラマは3作品目。番組エグゼクティブ・プロデューサーで本ドラマの作・演出を務めた伊藤隆太によれば、このドラマが放送される2020年は戦後75年に当たり、自身の父親の出征体験などをもとにしながら、先人の犠牲と努力の上に今日の平和があるのだという思いから制作したという。また作品中、宮内庁報道室の許諾を得たうえで、実際に1945年8月15日に放送された玉音放送の一部が使用されている。
出演
- 仮面女子 - 雪乃しほり・星流さりあ・瀬名深月
- 仮面女子候補生 - 綾瀬乙葉・山宮れな・山上和香葉・乙木伽奈
- 南翔太・荒木栄人・佐藤大紀・真瀬風花・木村夏女・椎名愛

#### ふたりずっと
2021年3月29日放送週。もともと金田時代の最終回にも放送されたものを一部アレンジ。ワクワクサワーにちなんだ地名が多く織り込まれている。これは雪乃たっての希望で行われたものでもあり、3月15日放送週の中で3代目を務める星宏美から発表され、2代目と3代目のメイン引き継ぎのドラマとなった。
出演
- 仮面女子 - 雪乃しほり
- 仮面女子候補生 - 綾瀬乙葉・山宮れな・乙木伽奈
- 星宏美

### ゲスト
- Mr.シャチホコ：2019年8月26日放送週
- 上下碧、瀬口こころ（イースターガールズ）：2019年10月21日、28日、11月4日、11日各放送週
- 南翔太：2020年7月27日放送週